# Elżbieta Magdalena pomorska
Elżbieta Magdalena (ur. p. 14 czerwca 1580, zm. 23 lutego 1649 w Dohlen) – księżniczka pomorska, księżna kurlandzka, córka Ernesta Ludwika z dynastii Gryfitów.
Była drugim dzieckiem. a zarazem młodszą córką księcia wołogoskiego Ernesta Ludwika i Zofii Jadwigi, księżniczki brunszwickiej. Ochrzczona została 29 czerwca tegoż roku, a 4 maja 1600 odbył się jej ślub z Fryderykiem Kettlerem, księciem Kurlandii i Semigalii. Małżeństwo to nie doczekało się udokumentowanego potomstwa, a księżna owdowiała 16 sierpnia 1642. Śmierć Elżbiety Magdaleny nastąpiła 23 lutego 1649 w Dohlen. Pochowana została w kościele zamkowym w Mitawie.

## Genealogia
| Filip I wołogoski ur. 14/15 VII 1515 zm. 14 II 1560 | Filip I wołogoski ur. 14/15 VII 1515 zm. 14 II 1560 |                                            |                                            | Maria saska ur. 15 XII 1516 zm. w okr. 5–7 I 1583 | Maria saska ur. 15 XII 1516 zm. w okr. 5–7 I 1583 |  |  | Juliusz ur. 29 VI 1528 zm. 3 V 1589 | Juliusz ur. 29 VI 1528 zm. 3 V 1589 |                                            |                                            | Jadwiga ur. ? zm. 1602 | Jadwiga ur. ? zm. 1602 |
|                                                     |                                                     |                                            |                                            |                                                   |                                                   |  |  |                                     |                                     |                                            |                                            |                        |                        |
|                                                     |                                                     |                                            |                                            |                                                   |                                                   |  |  |                                     |                                     |                                            |                                            |                        |                        |
|                                                     |                                                     | Ernest Ludwik ur. 1 XI 1545 zm. 17 VI 1592 | Ernest Ludwik ur. 1 XI 1545 zm. 17 VI 1592 |                                                   |                                                   |  |  |                                     |                                     | Zofia Jadwiga ur. 1 XII 1561 zm. 30 I 1631 | Zofia Jadwiga ur. 1 XII 1561 zm. 30 I 1631 |                        |                        |
|                                                     |                                                     |                                            |                                            |                                                   |                                                   |  |  |                                     |                                     |                                            |                                            |                        |                        |
|                                                     |                                                     |                                            |                                            |                                                   |                                                   |  |  |                                     |                                     |                                            |                                            |                        |                        |
|                                                     |                                                     |                                            |                                            |                                                   |                                                   |  |  |                                     |                                     |                                            |                                            |                        |                        |

|  |  |  |  | Elżbieta Magdalena (ur. 14 VI 1580, zm. 23 II 1649) |